# Донич Сергій Володимирович
Сергій Володимирович Донич (нар. березень 1900, Дзегам, Єлизаветпольська губернія, Російська імперія — пом. 26 грудня 1958) — єгиптолог.

## Життєпис
Сергій Володимирович Донич народився у березні 1900 року на станції Дзегам Єлизаветпольської губернії Російської імперії у родині митного чиновника. Середню освіту отримав у Кам'янець-Подільському, де 1920 року закінчив класичну восьмикласну гімназію. З дитинства проявляв інтерес до іноземних мов, які вивчав самостійно, використовуючи домашню літературу та особисту методику запам'ятовування слів.
1920 року вступив на фізико-математичний факультет Кам'янець-Подільського державного українського університету (1921 року реорганізований у два профільних інститути), в якому провчився два роки. Одночасно під керівництвом професора Олександра Аленича працював наглядачем астрономічної обсерваторії при університеті. 1923 року переїхав до Одеси і поступив на роботу в астрономічну обсерваторію, в якій до 1936 року обіймав штатну посаду молодшого астронома.
Однак пристрасть до вивчення іноземних мов приводить його до праці по дешифруванню єгипетських ієрогліфів, рукописи яких зберігалися у бібліотеках міста та історико-археологічному музеї. В останньому, від 1927 року до 1941 року за сумісництвом завідував відділом Стародавнього Сходу, в якому перевірив та впорядкував з проведенням інвентаризації і складанням карткового каталогу з власноручними малюнками. 13 лютого 1927 року його обрано співробітником, а з 2 лютого 1930 року дійсним членом Одеської філії Всеукраїнської академії наук. Постійно відвідував засідання історико-етнологічного відділу, вражаючи колег феноменальними лінгвістичними здібностями. В анкеті він писав про свої знання англійської, арабської, польської, німецької, французької, молдовської та інших мов.
З початком Другої світової війни мобілізований та направлений до санітарного батальйону як штабний писар, а 5 жовтня 1941 року переведений перекладачем до штабу 339-ї Стрілецької дивізії. 6 листопада, він потрапив у полон, згодом утік і вже 5 грудня 1941 року повернувся до Одеси.
Директор археологічного музею Валентин Селінов прийняв науковця до штату співробітників музею, де він завідував відділом єгипетських старожитностей та керував роботою нумізматичного відділу. Для відповідності наукового рангу необхідно було мати вищу освіту за фахом, тому з цією метою з осені 1942 року почав відвідувати лекції на історико-філологічному факультеті університету Трансністрії (створеного на базі Одеського державного університету), а вже у липні 1943 року отримав документ про його закінчення. Випускні іспити у кваліфікованого студента за програмою екстерна приймали декан факультету Володимир Лазурський, професори Борис Варнеке і Валентин Селінов. У цей час він продовжував дослідження щодо зв'язку єгипетської писемності з давньосемітською мовою.
21 березня 1944 року, перед поверненням радянських військ у Одесу, разом з дружиною, виїхав до Румунії у місто Ліблінг, але після його взяття частинами Червоної армії вони повернулися до Одеси. 12 березня 1945 року розпочав роботу в археологічному музеї на посаді старшого наукового співробітника. Півроку, як представник музею, відпрацював обов'язкову повинність по заготівлі вугілля для міста заступником начальника шахти на Донбасі. Після повернення до Одеси 4 листопада 1945 року був заарештований, а 5 січня 1946 року засуджений на 10 років до виправно-трудового табора. 30 січня 1946 року Військовий Трибунал розглянув його касаційну скаргу та постановив продовжити слідство і створити комісію для встановлення «чи єдиний в УРСР єгиптолог Донич і яка цінність його наукових праць». На захист вченого виступив академік Ігнатій Крачковський. У травні 1946 року знову засуджено на 10 років виправно-трудового табіра, але завдяки наполегливим зусиллям дружини та друзів він був звільнений з тюрми 13 листопада 1946 року за амністією.
Деякий час працював консультантом майстерні-лабораторії Одеського відділення Астрономо-геодезичного товариства (у період 1947—1948 років). З травня 1948 року до грудня 1950 року на посаді старшого бібліотекаря Одеської наукової бібліотеки, де він склав опис і розкрив зміст близько ста рукописів на десяти східних мовах, деяким з них дав докладний філологічний та історичний коментар. 1 грудня 1950 року звільнений з роботи. Останні роки життя він працював бібліотекарем Агарового заводу і парку «Перемоги», бібліографом наукової медичної бібліотеки та інституту удосконалення лікарів. Наприкінці 1956 року йому надали роботу обліковця Одеської астрономічної обсерваторії.
Невиліковно хворий раком Сергій Володимирович Донич помер 26 грудня 1958 року.

## Наукова діяльність
Найактивніші роки діяльності вченого на ниві східного мовознавства припадають на другу половину 1920-х — 1930-ті років. Йому належить понад десять наукових праць, надрукованих у збірниках, що виходили в Одесі, Москві і Ленінграді. В Одеському археологічному музеї він виявив і описав у формі каталогу найбільше в Україні зібрання єгипетських старожитностей (644 одиниці), описував, за його власними словами, в Одеських бібліотеках і перекладав з арабської, турецької, камбоджійської мов.
1929 року місяць провів у науковому відрядженні у Ленінграді, де в Ермітажі знайомився з літературою та пам'ятниками Єгипетського відділу. Його плідна праця на теренах єгиптології була помічена ленінградськими фахівцями, результатом чого стали схвальні відгуки академіка В. Струве і професора І. Фліттнера. З його працями були знайомі і іноземні спеціалісти. 1932 року отримав схвальну рецензію професора Ліверпульського університету Т. Піта, якому надіслав написану англійською мовою монографію «Порівняльний словник давньоєгипетської та арабської мов зі вступом у вигляді дисертації» (майже 300 сторінок машинопису). Цей словник також рецензувався в Оксфорді і Берліні. 1936 року запрошено до співпраці на історичний факультет Одеський державний університет (нині — Одеський національний університет імені І. І. Мечникова), де до 1940 року як доцент кафедри стародавньої історії викладав історію Стародавнього Сходу і латинську мову. В газеті «Чорноморська комуна» опублікував статтю про саркофаг, що знаходився в археологічному музеї.
Наукова спадщина вченого складає 18 статей, серед яких тільки 7 опублікованих (з них 5 з історії). Решта його доробку фактично невідома фахівцям. Великий науковий інтерес викликає не підписаний рукопис «Про деякі особливості єгипетського листа», що зберігається у фонді Імператорського Одеського товариства історії та старожитностей Державна Публічна Бібліотека АН України. На думку професора Дмитра Урсу він належить Сергію Доничу і є підготовчим матеріалом для дисертації. Праця присвячена вокалізації, тобто відновленню голосних у єгипетській писемності, чому вчений присвятив майже все своє життя.

### Наукові праці
- The Sarcophagus of Ptahthru № 3 of the History and Archaeology Museum of Odessa // Доклады Академии наук СССР. — № 8. — 1929 (англ. мовою);
- Funeral cones of the Odessa Archaeological Museum // Сборник Египтологического кружка при ЛГУ. — № 5. — 1930. (англ. мовою);
- Три єгипетські конуси Одеського державного історично-археологічного музею // Вісник ОКК при УАН. — Ч. 4-5. Секція археологічна. — Одеса, 1930.;
- Додатки до опису мусульманських пам'ятників М. Спафариса, що в ХХХІІ томі «Записок Одесского общества истории и древностей» // Вісник ОКК при УАН. — Ч. 4-5. Секція археологічна. — Одеса, 1930; * О звуковом потенциале двух египетских графем // Советское востоковедение. — № 6. — 1958.